# Mink Kok
Robert Mink Kok (Amsterdam, 24 juni 1961) is een Nederlands crimineel die in 1996 en 2000 werd veroordeeld voor betrokkenheid bij de handel in wapens en drugs en in 2013 voor smokkel van tientallen kilo's cocaïne. In de media wordt hij gewoonlijk aangeduid als 'Mink K.' Zijn bijnaam is De Denker. In 2000 werd hij in de pers "het hoofd van de palingmafia" genoemd.

## Levensloop
Mink Kok studeerde kortstondig (in 1986/'87) rechten aan de Universiteit van Amsterdam en ging daarna al snel het criminele pad op. Naar eigen zeggen viel de studie niet met "sporten" te combineren. Hij werkte na de dood van Klaas Bruinsma samen met Jan Femer, Stanley Hillis en Dino Soerel. De groep was zeer gewelddadig en beschikte over geheime politiedossiers. Ze hield zich bezig met grootschalige hasjtransporten, xtc en wapens. Hij was een perfectionist en hield van informatie geven en delen. Zo zou hij over dossiers van de AIVD beschikt hebben. Het liefst opereerde hij op de achtergrond. Nadat De Telegraaf over de geheime dossiers had bericht, werden de journalisten Joost de Haas en Bart Mos op 27 november 2006 door justitie in gijzeling genomen.
Kok werd vanaf 2006 vervolgd voor betrokkenheid bij moord op de Alkmaarse hasjhandelaar Jaap van der Heiden, in 1993. De Rotterdamse rechtbank sprak hem daarvan op 20 juli 2007 vrij en gelastte zijn onmiddellijke invrijheidstelling. Het OM tekende vervolgens tegen het vonnis beroep aan. Op 20 mei 2008 werd het hoger beroep echter ingetrokken. Het Openbaar Ministerie was niet in staat nieuw bewijsmateriaal aan te leveren.
Op 3 augustus 2011 werd bekend dat Mink Kok met twee anderen in Libanon was aangehouden in het bezit van 53 kilo cocaïne. Op 17 juli 2013 berichtten de media dat hij in Libanon was veroordeeld tot acht jaar cel en een boete van omgerekend 50.000 euro wegens de smokkel van tientallen kilo's cocaïne. Mink Kok verbleef in Libanon, omdat hij een relatie had met de dochter van een Libanese zakenman.
Mink Kok zat zijn opgelegde celstraf in Libanon uit in de beruchte gevangenis van Roumieh, even buiten Beiroet.
In februari 2016 werd hij vervroegd vrijgelaten, zoals op 25 februari van dat jaar bekendgemaakt door zijn advocaat.
Op 2 april 2022 werd Kok in Libanon opgepakt wegens verdenking van betrokkenheid bij cocaïne-transporten van Zuid-Amerika naar Nederland. Op het moment van de arrestatie werd Kok internationaal gezocht. Op 20 juni 2022 werd hij uitgeleverd aan Nederland.

### Allesweter
Mink Kok kan worden gerelateerd aan 'de Allesweter', een schimmige figuur aan wie in verscheidene rechtszaken is gerefereerd. In 2008, in de afpersingszaak tegen Willem Holleeder, werd 'de Allesweter' genoemd door misdaadjournalist Bas van Hout. Van Hout omschreef hem als een pater familias en bemiddelaar. Zo zou hij een op handen zijnde aanslag op Cor van Hout, op touw gezet door Sam Klepper en John Mieremet, hebben voorkomen door Willem Holleeder en Robbie Grifhorst één miljoen gulden te laten betalen. Dat bedrag werd verdeeld tussen Mieremet, Klepper en de Allesweter.
In 2016 verklaarde Mink Kok in een interview dat hij de mediator was die de moord op Cor van Hout had voorkomen en Holleeder en Grifhorst één miljoen gulden had laten betalen. Kok vertelde zijn deel van het miljoen te hebben gedeeld met de inmiddels geliquideerde Jan Femer en Stanley Hillis.
Op de eerste dag van het omvangrijke liquidatieproces tegen Willem Holleeder in 2018 noemde Holleeder de Allesweter als iemand die hem had gewaarschuwd voor Klepper en Mieremet en het advies had gegeven toenadering te zoeken. Ondanks het open interview van Kok in 2016, waarin hij zijn rol bekende, gaf Holleeder een ontkennend antwoord op de vraag of het ging om Mink Kok.

## Trivia
- In 2007 verscheen een over hem geschreven biografie van Vrij Nederland-journaliste Marian Husken: De criminele carrière van Mink K.
- In 2019 verscheen Weg van de misdaad - de werkelijkheid van een crimineel leven - mijn leven met Mink K., Stanley H. en Jan F., een biografie van zijn vroegere buurjongen en kompaan Daniël (Dany) Belinfante, met een voorwoord van Mink Kok. Belinfante beschrijft daarin zijn avontuurlijke jaren samen met Kok.